# Simplon-Express (1906–1919)
Der Simplon-Express war ein internationaler Fernzug, der ab 1906 auf der Strecke Paris–Mailand, und später über Venedig bis Triest verkehrte. Nach dem Ersten Weltkrieg wurde der Zuglauf bis nach Istanbul verlängert, sodass der Zug zum Simplon-Orient-Express wurde. Der Name leitet sich von der Simplonstrecke  ab, die für die Alpenquerung genutzt wurde.

## Geschichte

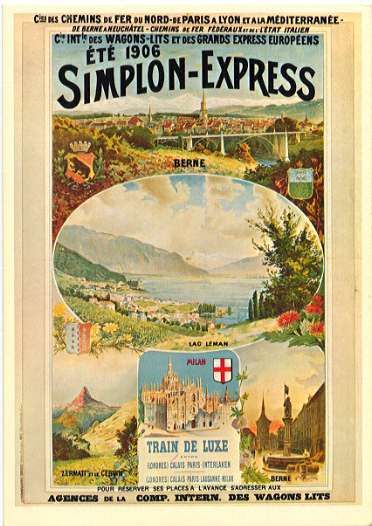
Werbeplakat für den Simplon-Express mit Sujet aus der Schweiz und Mailand

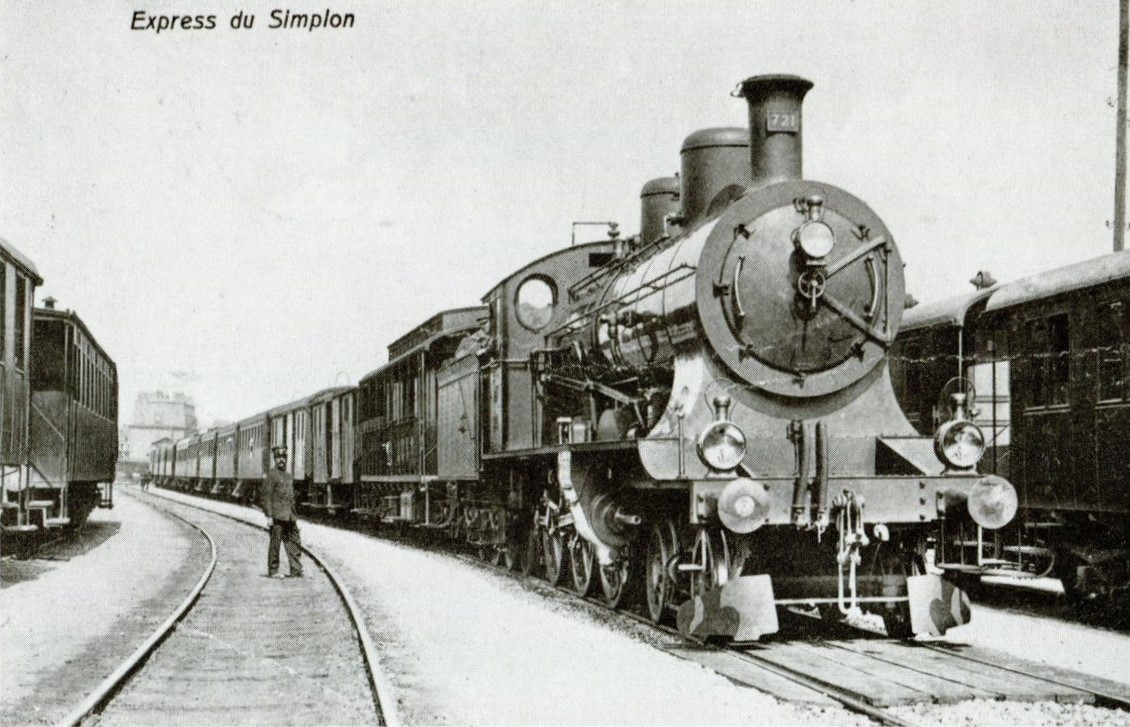
Postkarte Express du Simplon. Der abgebildete Zug wird von einer A 3/5 gezogen. Hinter der Lok läuft ein Galeriepostwagen.

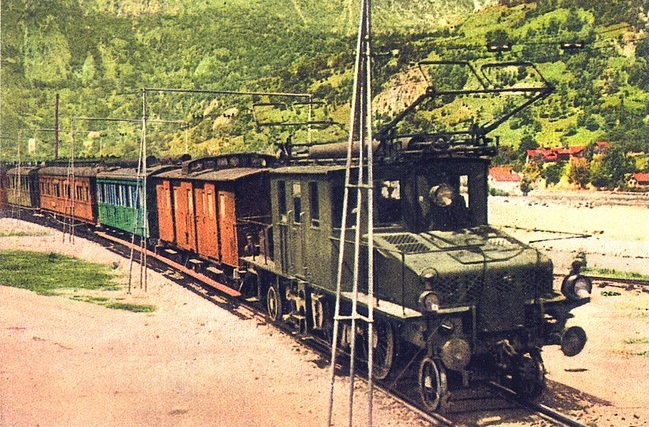
Simplon-Express mit Drehstromlokomotive für die Fahrt durch den Simplontunnel

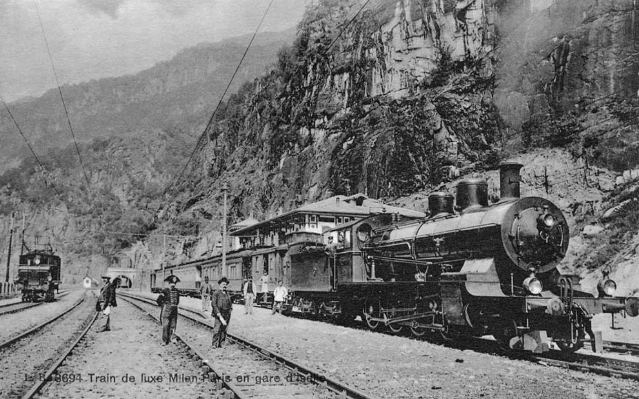
Simplon-Express Mailand–Paris in Iselle

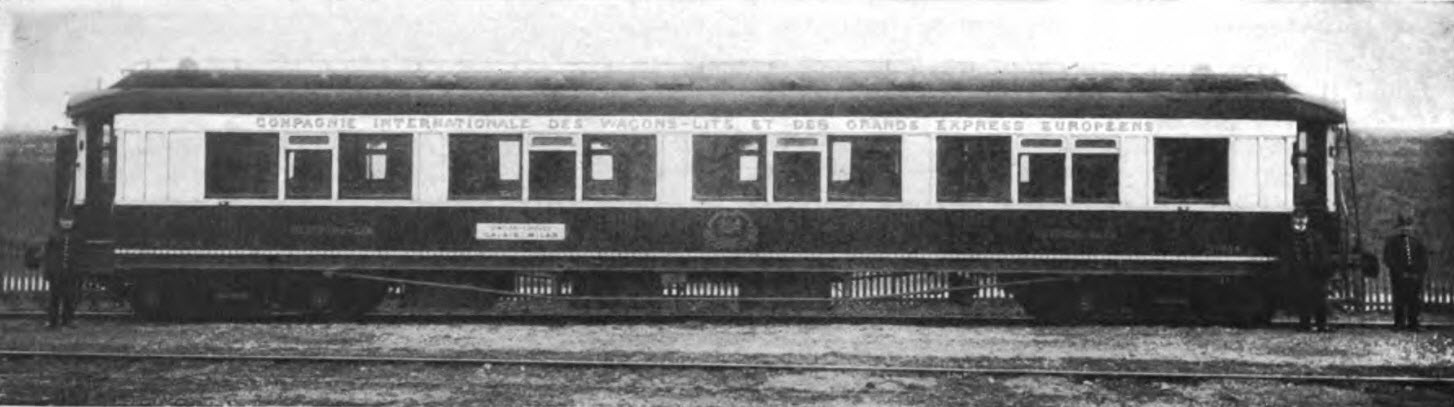
Schlafwagen, der ab ca. 1908 im Simplon-Express eingesetzt wurde

Mit dem Bau der Simplonstrecke sah Frankreich neue Möglichkeiten für den internationalen Reisezugverkehr. Im Mai 1906 wurde der Simplontunnel als letztes Teilstück der Strecke eröffnet und im Juli des gleichen Jahres wurde ein neuer Luxuszug der Compagnie Internationale des Wagons-Lits (CIWL), der Simplon-Express, eingeführt.
Der Zug verließ am Abend Paris und erreichte am anderen Tag am Mittag Mailand. Ab 1. März 1908 fuhr der Zug täglich und wurde bis Venedig verlängert, ab 1912 bis Triest. Dem Zug wurden auch ein Schlafwagen und ein Gepäckwagen aus Calais beigestellt, welche für den Anschluss an London sorgten. Ebenso verkehrten Kurswagen über Frasne–Les Verrières–Pontarlier–Neuchâtel–Bern nach Interlaken.
Die Kurswagen von Calais wurden von der Chemins de fer du Nord (Nord) nach Paris gebracht. Von Paris aus ging die Reise mit der Paris-Lyon-Mediterranee (PLM) weiter in Richtung Schweiz. In Frasne wurden die Kurswagen nach Interlaken abgekoppelt und nach Les Verrières gebracht. Der Abschnitt von Les Verrières nach Neuenburg wurde von der SBB übernommen, dann ging es mit der Bern-Neuenburg-Bahn (BN) weiter zur Bundeshauptstadt und von dort wieder mit der SBB nach Interlaken.
Der Hauptzug rollte von Frasne weiter nach Vallorbe, wo die Traktion an die SBB überging, die den Zug nach Lausanne brachte. Die Reise ging weiter über die Simplonstrecke bis nach Domodossola, wo der Zug für den letzten Abschnitt an die Italienische Staatsbahn (FS) überging. Für die damalige Zeit speziell war die Elektrotraktion von Brig durch den Simplontunnel bis Iselle, wobei Drehstromlokomotiven von BBC zum Einsatz kamen. Die gesamte Reisezeit von London nach Mailand betrug im ersten Jahr 25,5 Stunden.
Der Simplon-Express war ein wichtiger Zubringer von Touristen in die Schweizer Ferienregionen Genfersee, Wallis und das Berner Oberland. Auf dem ersten Plakat für den Zug wurde Werbung für die Destinationen Genfersee und Zermatt, aber auch für die Bundesstadt Bern und Mailand gemacht.
Nach dem Ersten Weltkrieg wurde der Zug über Triest hinaus bis Istanbul verlängert. Er war der Ersatz für den zuvor über Süddeutschland und Wien verkehrenden Orient-Express, sodass der Zug fortan Simplon-Orient-Express genannt wurde.